# 圧倒的なスタイル-NEGiBAND ver.-
「圧倒的なスタイル-NEGiBAND ver.-」（あっとうてきなスタイル ネギバンド ヴァージョン）は、Negiccoのシングル。2015年12月26日にT-Palette Recordsから発売された。完全生産限定盤、7インチシングルの2種リリースとなった。

## 概要
2008年リリースのシングル「圧倒的なスタイル/EARTH」収録曲「圧倒的なスタイル」をNEGiBANDの演奏で再録。メンバーのボーカルも再録されている。
今作のジャケット写真とアーティスト写真は、カメラマンの新津保建秀が撮影を担当。

## 収録曲
1. 圧倒的なスタイル-NEGiBAND ver.-
作詞・作曲：Robert William Lamm, connie、編曲：connie
2. カナールの窓辺
作詞：connie、作曲・編曲：長谷泰宏
NEGiBANDによる演奏。
3. 圧倒的なスタイル-NEGiBAND ver.- (inst)
4. カナールの窓辺 (inst)

## 7インチシングル

### 収録曲

#### SIDE A
1. 圧倒的なスタイル-NEGiBAND ver.-

#### SIDE B
1. カナールの窓辺